# Municipio de Rayán
Rayán (en árabe: الريان) es uno de los ocho municipios que forman el Estado de Catar. Su capital y ciudad más poblada es Rayán.

## Geografía y demografía

Situación de Ar Rayyan en Catar antes de 2004.

La superficie de Ar Rayyan es de 893 kilómetros cuadrados, es el municipio más extenso de Catar.
Su población se compone de unos 444.557 personas (cifras del censo del año 2010). La densidad poblacional de esta división administrativa es de 500/km² habitantes por cada kilómetro cuadrado.

## Deportes
El equipo de fútbol Al-Rayyan juega en condición de local en la capital del municipio.
- Datos: Q311272
- Multimedia: Al Rayyan / Q311272